# Operação Leviatã
Operação Leviatã foi uma operação policial brasileira deflagrada pela Polícia Federal (PF) em 16 de fevereiro de 2017. Trata-se de um desdobramento da Operação Lava Jato.
Entre os alvos da operação estão os principais envolvidos em um esquema de repasse de valores ao filho do senador Edson Lobão e o ex-senador Luiz Otávio. A investigação apura o pagamento de propina a dois partidos políticos, no percentual de um por cento sobre as obras civis da hidrelétrica de Belo Monte, por parte das empresas integrantes do consórcio de construção das obras. O objetivo seria afrouxar processos burocráticos relacionados às obras da usina. Entre as acusações estão os crimes de corrupção, lavagem de dinheiro e organização criminosa.